# SNCF CC 72000
Die CC 72000 ist eine Baureihe dieselelektrischer Lokomotiven der staatlichen französischen Eisenbahngesellschaft SNCF. Die zunächst im Schnellzug- und später auch im Güterzugdienst eingesetzten sechsachsigen Maschinen sind die stärksten Diesellokomotiven der SNCF. Das als „Nez cassés“ (gebrochene Nasen) bezeichnete Design fand bei keiner anderen französischen Dieselbaureihe Anwendung, jedoch wurden ähnliche Lokomotiven für Portugal (CP-Serien 1900 und 1930) und Marokko (ONCF DF 100) gebaut.

## Vorgeschichte

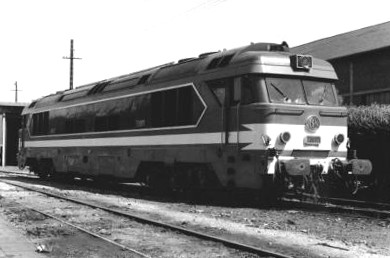
CC 70001

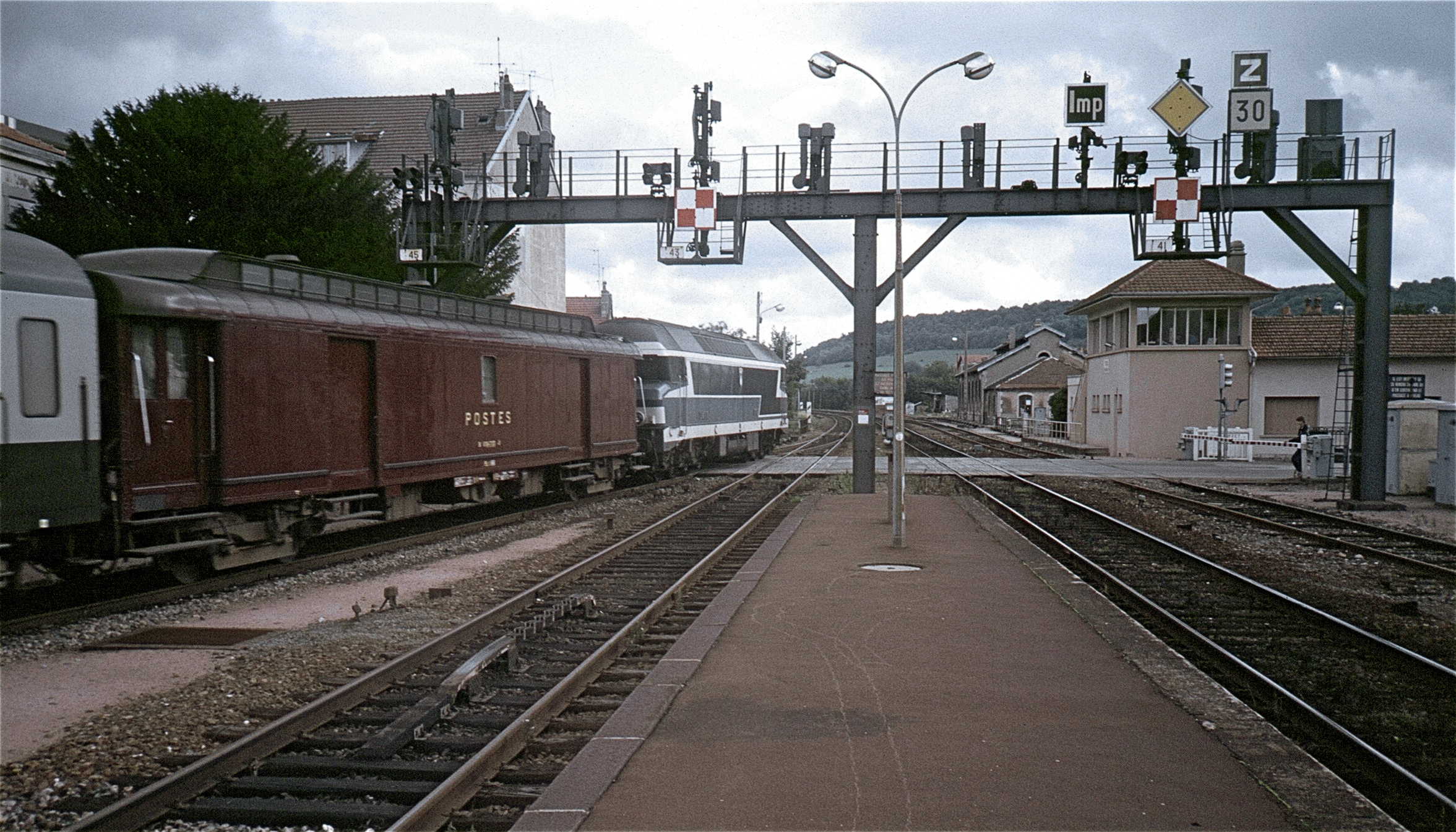
CC 72082 vor einem Schnellzug
Paris – Basel in Vesoul, 1987 – hinter der Lok ein Postwagen der Bauart PAZ 500

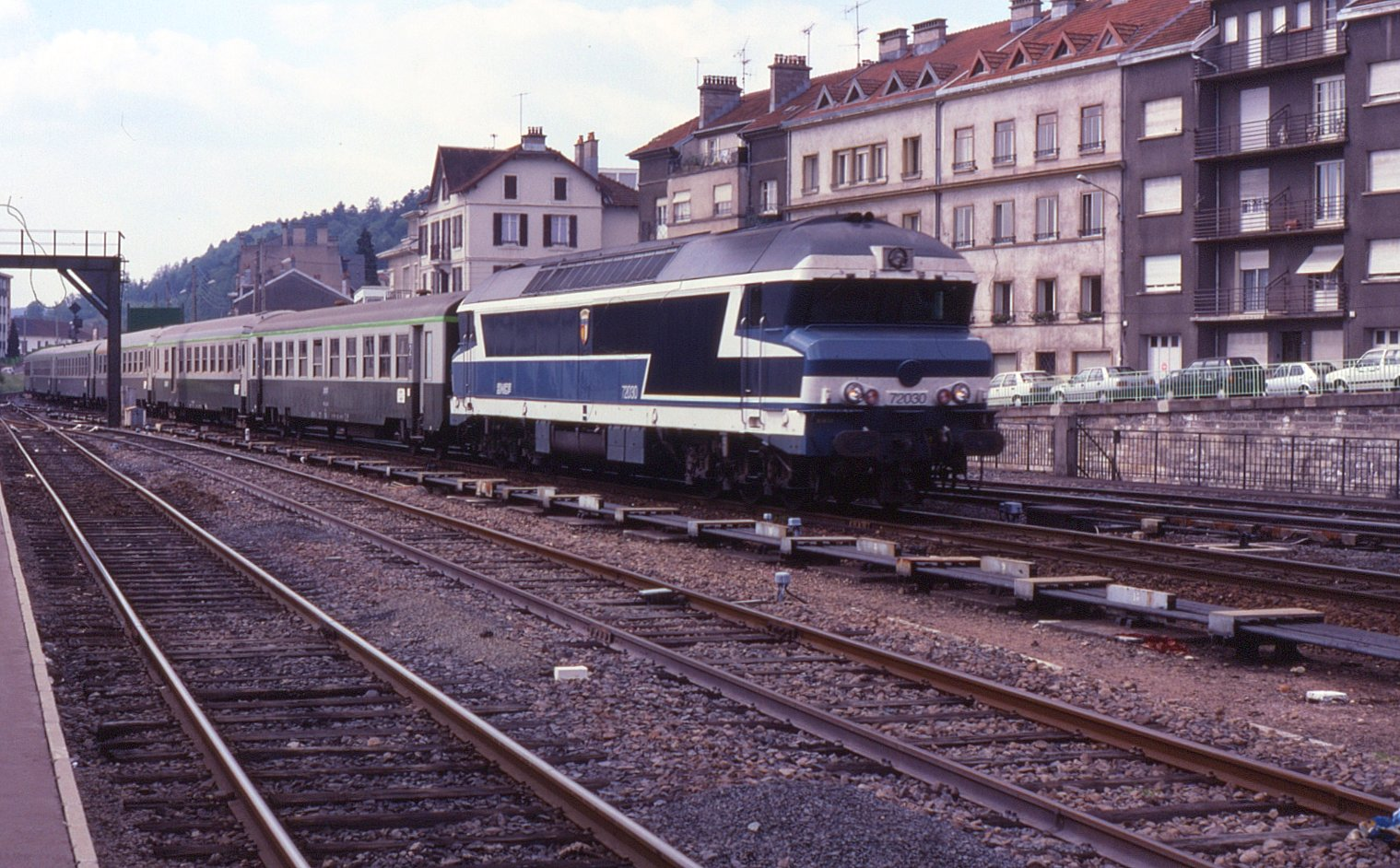
CC 72030 bei der Ankunft in Épinal (1991)

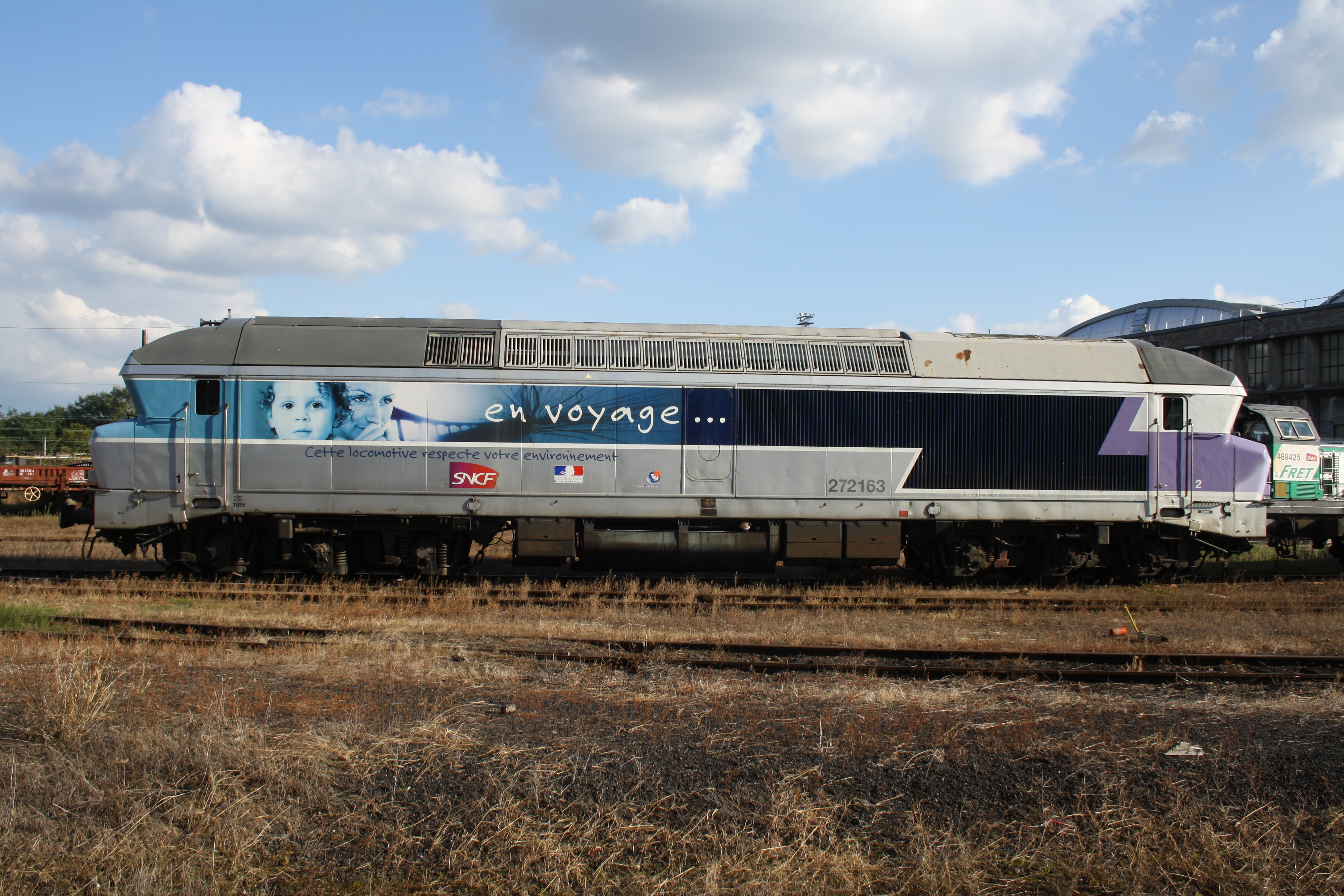
CC 72163 (remotorisierte CC 72063) in der „En voyage“-Farbgebung in Chalindrey, die vorgestellte 2 weist auf ihre Zugehörigkeit zu Intercités hin

Die ersten Streckendiesellokomotiven der SNCF aus den 1950er und 1960er Jahren waren kein adäquater Ersatz für die Dampftraktion. Ihre Leistung genügte dem Anspruch, Schnellzüge mit einem Gewicht von 850 Tonnen und 1500 Tonnen schwere Güterzüge zu ziehen, nicht. Zudem reduzierte der Einsatz der Zugheizung an kalten Tagen die Motorenleistung – und damit die Geschwindigkeit – merklich. Als schwere Diesellok für den Ersatz von Dampflokbaureihen wie der 241 P wurde daher die dieselelektrische Baureihe CC 70000 konzipiert. Deren Leistung von 3230 kW wurde durch den Einbau von zwei Dieselmotoren erreicht. Es blieb bei zwei Einzelstücken, da zu jener Zeit stärkere Motoren entwickelt wurden, die den Bau einmotoriger Maschinen mit einer ausreichenden Leistung ermöglichten.
Vor diesem Hintergrund entstand die CC 72000, dabei konnte auf Erfahrungen bei der Entwicklung der finnischen Baureihe Hr13 zurückgegriffen werden.

## Geschichte und Einsatz
Die Lokomotivbaureihe CC 72000 wurde im Dezember 1965 in Auftrag gegeben. Die äußere Form ist an die der Baureihe CC 40100 angelehnt, das Design stammt von Paul Arzens. Abweichend vom französischen Standard erhielten die Maschinen ein zuschaltbares drittes Spitzenlicht für den grenzüberschreitenden Verkehr nach Deutschland und in die Schweiz. Am 12. April 1968 traf die Vorserienmaschine CC 72002 in Grenoble zu Testfahrten auf der Ligne des Alpes nach Veynes ein. Die erste Serienmaschine wurde im Dezember 1970 in Rennes, die letzte im Juni 1974 ebenda in Dienst gestellt. Neunzehn der ersten zwanzig Lokomotiven (72001 bis 72016 und 72018 bis 72020) waren für eine Höchstgeschwindigkeit von 140 km/h ausgelegt, bei der 72017 und den Maschinen ab 72021 wurde sie auf 160 km/h heraufgesetzt. Infolge der ersten Ölkrise wurden nach 1973 keine weiteren Lokomotiven dieser Baureihe mehr bestellt.
Eingesetzt wurden die CC 72000 von den Betriebswerken Rennes, Chalindrey, Vénissieux und Nevers. Sie waren für den Einsatz vor Schnellzügen auf nicht elektrifizierten Strecken konzipiert und verkehrten vorwiegend auf langen Relationen wie Quimper – Toulouse oder Lyon – Bordeaux. Vom Pariser Bahnhof Gare de l’Est zogen sie den Trans-Europ-Express Arbalète über Belfort und Mulhouse bis nach Basel. Auch von Valence über Grenoble kamen CC 72000, bis nach Genf, in die Schweiz. Die Langläufe Grenoble – Nantes und Grenoble – Bordeaux wurden ohne Lokomotivwechsel gefahren.

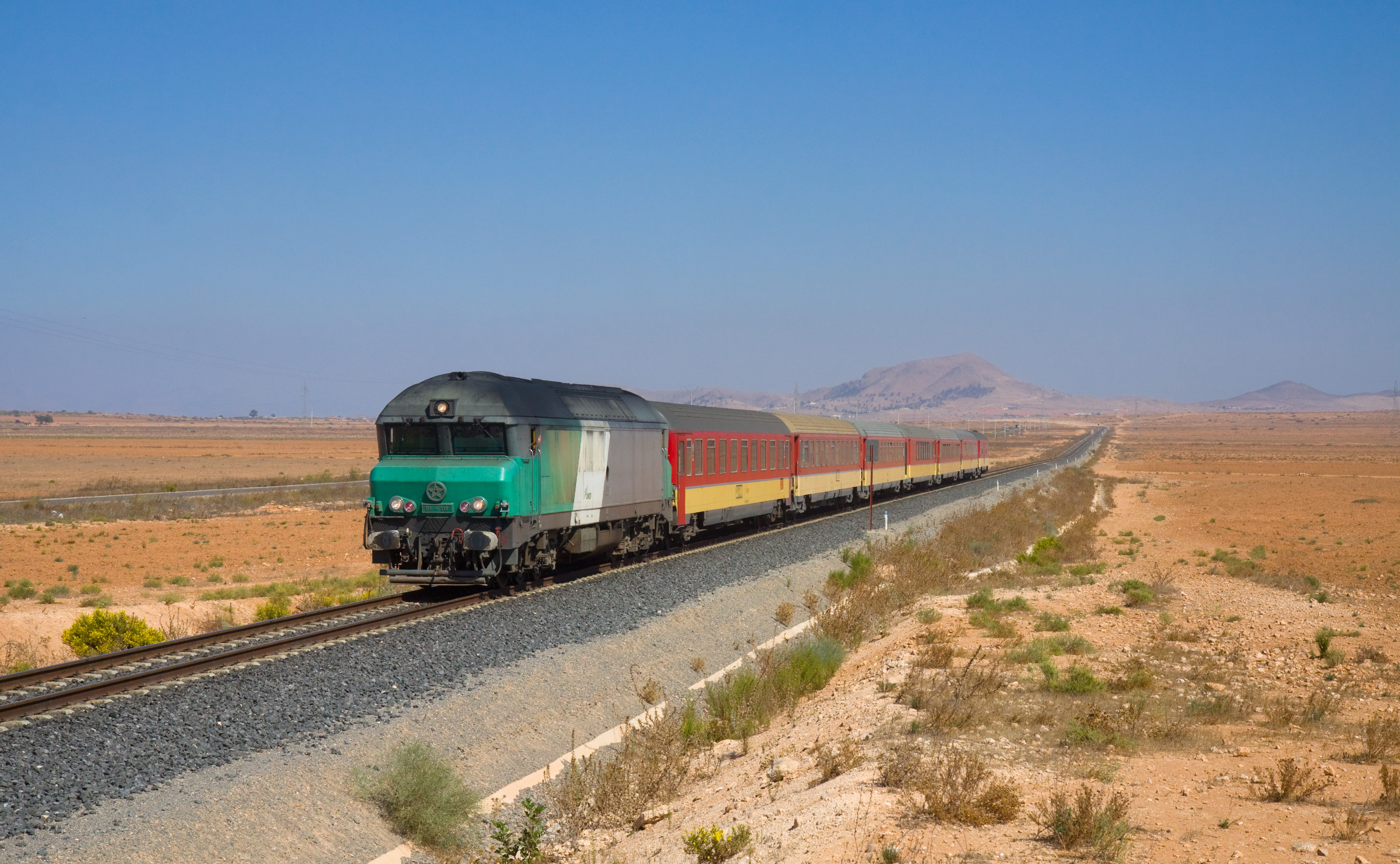
DF 118 (ehemalige CC 72027) noch in der Fret-SNCF-Farbgebung in Marokko

Achtzehn der langsameren 72001 bis 72020 wurden an den Güterzugdienst Fret SNCF abgegeben und erhielten dessen grüne Farbgebung. Im Jahr 2013 waren sie ausgemustert oder weiterverkauft. Vier dieser Maschinen (72003, 72009, 72018 und 72020), dazu die schnelleren 72027 und 72085 gelangten nach Marokko zur staatlichen Eisenbahngesellschaft Office National des Chemins de Fer (ONCF). Dort laufen sie unter den Betriebsnummern DF 115 bis 120.
Dreißig der 160 km/h schnellen Lokomotiven erhielten neue Motoren und wurden zur Baureihe CC 72100. Sie bekamen als dritte Ziffer eine 1 bei gleicher Ordnungsnummer (Ziffern 4 und 5), so wurde z. B. aus der 72021 die 72121. Es handelt sich um die Maschinen mit den Ordnungsnummern 21, 30, 37 – 41, 43, 45, 47, 48, 51, 56 – 58, 60, 63, 66, 68, 72, 75 – 80, 82, 86, 89, 90.
Wegen der hohen Lärm- und Abgasemissionen schieden die CC 72000 verhältnismäßig früh aus dem aktiven Dienst aus. Hinzu kam, dass ihre Leistung vor schweren Schnellzügen an den Wochenenden oft nicht ausreichte. Dann wurden sie durch paarweise gekuppelte Maschinen der Familie BB 67000 ersetzt, was zu einer Herabsetzung der Höchstgeschwindigkeit auf 140 km/h führte.
Im Dezember 2009 erfolgten die letzten regulären Einsätze auf der Relation Nantes – Tours – Lyon. Am 21. November 2012 waren noch vier Maschinen der Baureihe CC 72000 in Frankreich im Einsatz, davon waren drei in Nevers beheimatet. Die 72049, 72074 und 72084 werden als betriebsbereite Reserve bei Ausfällen vorgehalten und kommen – unter Fahrdraht – sogar bis Paris. Die vierte Lokomotive befindet sich bei der Supervision technique de flotte (STF) Champagne-Ardennes.
Mit der Maschine 72186 verkehrte am 28. August 2017 der letzte von einer 72100 gezogene Reisezug.

## Beschreibung

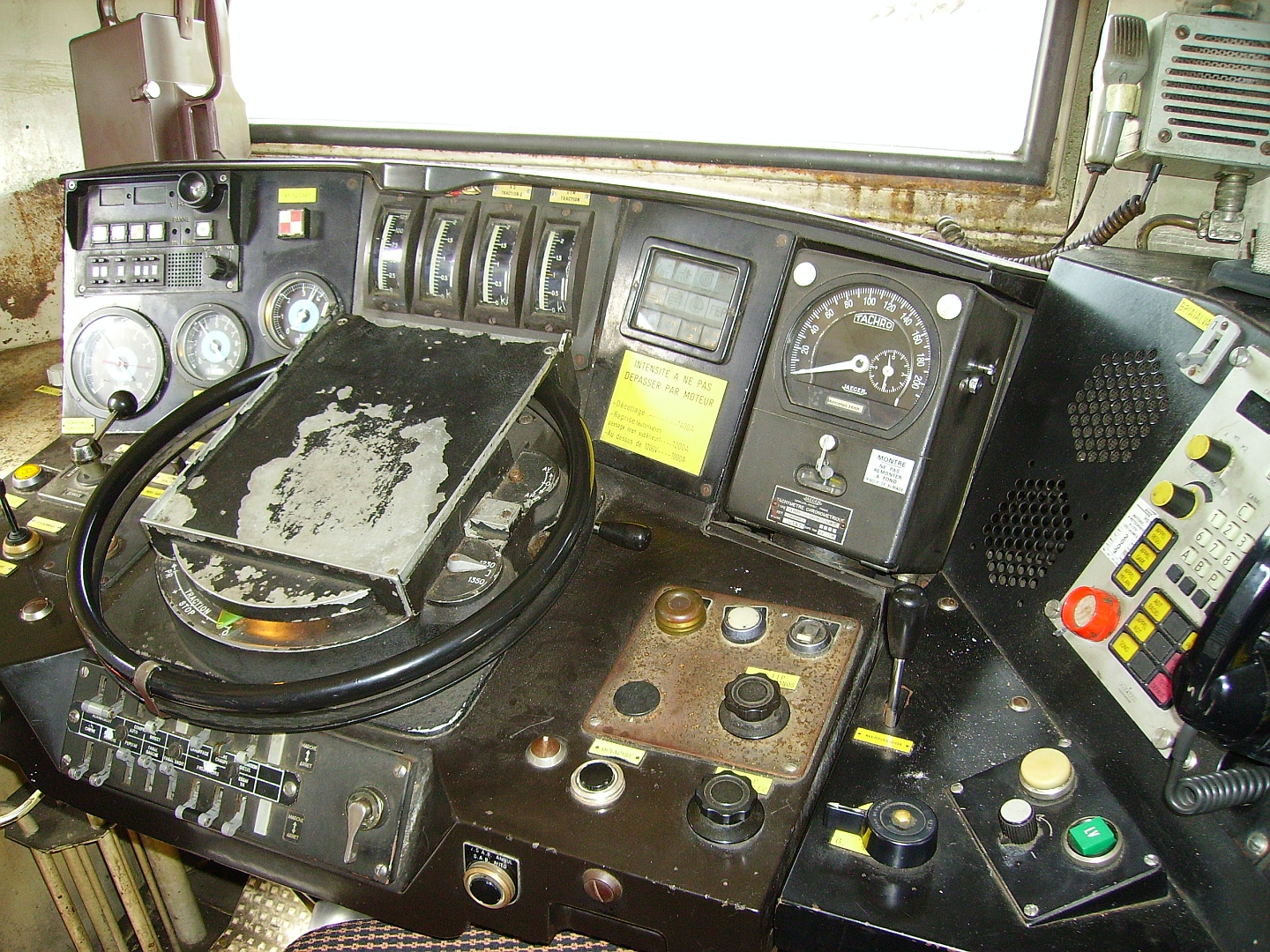
Steuerpult der CC 72084

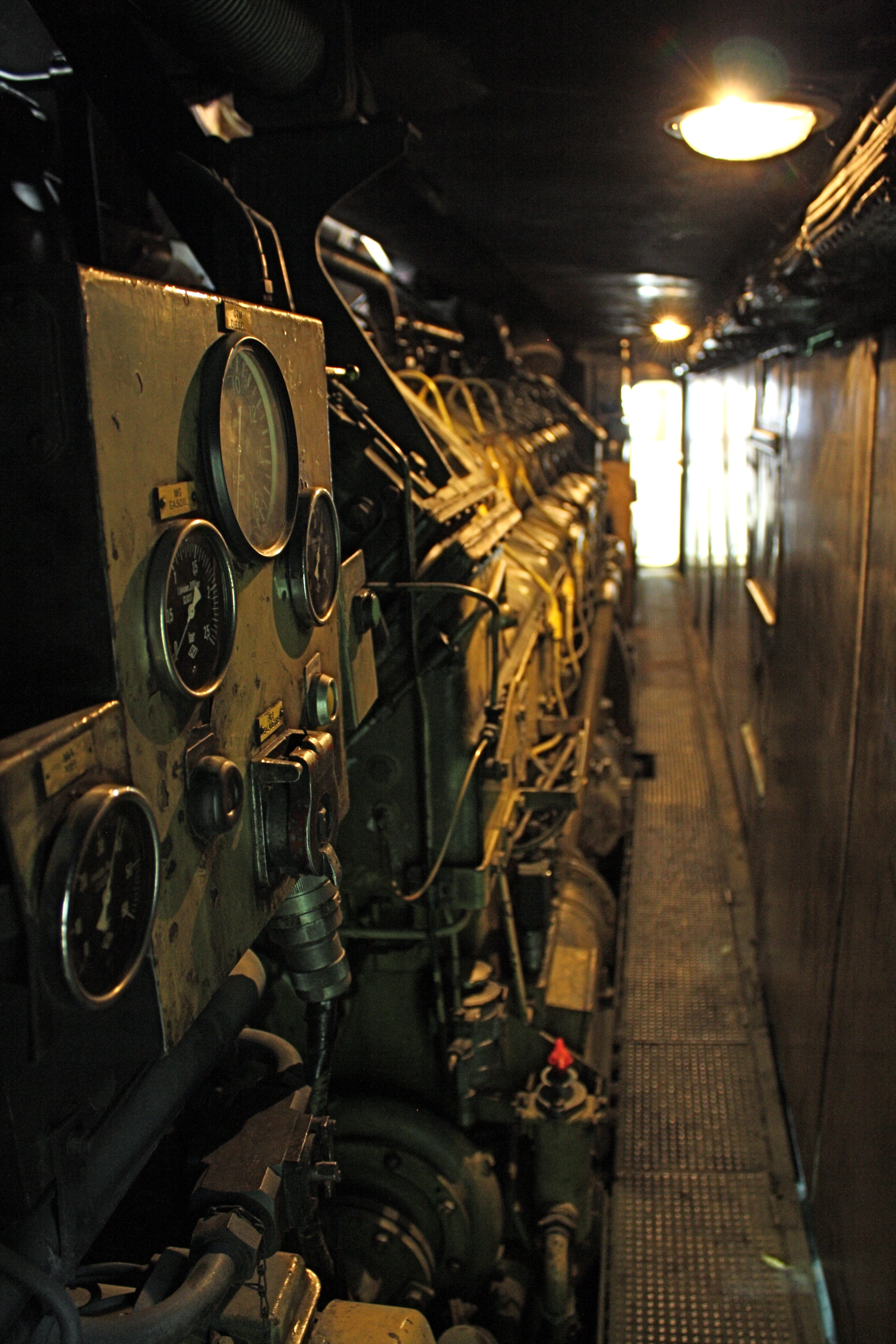
Motorraum mit Dieselmotor AGO V16 ESHR

Die Länge über Puffer beträgt 20.190 mm, die maximale Breite 2952 mm. Der Abstand der Drehzapfen ist 11.990 mm, der Abstand der Radsätze in den Drehgestellen jeweils 1608 mm. Die Räder haben einen Durchmesser von 1140 mm. Die Dienstmasse der Lok ist 114,0 t, die größte Radsatzfahrmasse 19,9 t.
Der ursprünglich eingebaute SACM-Dieselmotor des Typs AGO V16 ESHR hat eine Leistung von 2650 kW bei 1350/min. Durch Erhöhung der Drehzahl wurden sogar 2950 kW erreicht, dies fand aber nur bei den im Dezember 1965 in Auftrag gegebenen Vorserienloks CC 72001 und 72002 Anwendung. Über einen Drehstromgenerator und Siliziumgleichrichter treibt er je Drehgestell einen Gleichstrommotor der Bauart TAO 656 B1 an, die Dauerleistung der Lok beträgt 2250 kW. Die Zugheizung ist elektrisch. Die Radsatzgetriebe wirken auf alle Radsätze der dreiachsigen Drehgestelle, sie sind auf zwei Geschwindigkeitsstufen umschaltbar. Die Langsamfahrstufe beträgt maximal 85 km/h, die Schnellfahrstufe 140 km/h bei den Maschinen 72001 bis 72016 und 72018 bis 72020 der ersten Bauserie. Die folgenden Lokomotiven waren bis zu 160 km/ schnell.

## Sonderfall CC 72075
1971 schlugen die Firmen Alsthom und Chantiers de l’Atlantique der SNCF vor, eine Maschine mit dem neuen Pielstick-Motor des Typs 12 PA 6 V280 auszurüsten. Dieser bereits in Schiffen und Kraftwerken eingesetzte 12-Zylinder V-Motor versprach eine Leistungssteigerung um 17 % auf 3090 kW. Ziel war, ihn für Exportmodelle anzubieten, aber auch die SNCF zeigte Interesse.
Die Wahl fiel mit der CC 72075 auf die erste Lok der letzten Bauserie. Zahlreiche Änderungen waren nötig, was ihre Auslieferung um sechs Monate verzögerte: Ersatz des Wechselrichters, Anpassung des Kühlkreisläufe, Erhöhung der Drehzahl der Ventilatoren, Austausch des Schalldämpfers und Ergänzung eines Systems zur Reibungserhöhung. Da der Motor mit 1050/min langsamer drehte, mussten die Hilfsbetriebe entsprechend angepasst werden. Die Massenzunahme um 1,7 t war hauptsächlich dem verwendeten Wechselstromgenerator AT7 geschuldet.
Ab Juli 1973 bespannte die Lok 1800 t schwere Güterzüge zwischen Rennes und Morlaix, wo sie in Doppeltraktion eingesetzte Maschinen der Baureihe BB 67000 ersetzte. Ende jenes Jahres kam sie dann vor schnellen Reisezügen der Relation Paris–Nantes zum Einsatz, wo sie bei unveränderten Reisezeiten zwei zusätzliche Wagen zog.
Im September 1974 wurde die Leistung der CC 72075 auf 3530 kW bei 1130/min heraufgesetzt, was der einer Doppeltraktion BB 67000 entsprach. Hierfür waren wiederum Anpassungen erforderlich, u. a. die Ergänzung von zwei Kühlern und ein erneuter Austausch des Generators. Im Oktober 1975 ging die Maschine auf die Strecke, wo sie ihre gesteigerte Leistungsfähigkeit unter Beweis stellte. Schwachpunkte waren die geringere durchschnittliche Einsatzdauer des Motors und sein Treibstoffverbrauch. Dennoch beabsichtigte die SNCF zunächst, etwa zehn derart motorisierte Loks für die Verbindung Paris–Clermont-Ferrand anzuschaffen. Die damalige Wirtschaftskrise bewegte sie jedoch, sämtliche Bestellungen von Diesellokomotiven zu stornieren.
Die CC 72075 behielt ihren Motor und wurde vor schweren Zügen in der Bretagne sowie bis 1982 zwischen Paris und Nantes eingesetzt. Nach Problemen mit dem Motor im zweiten Halbjahr 1984 und dem Ausfall des Generators wurde sie im August 1985 vorübergehend abgestellt. In den zwölf Jahren ihrer Laufbahn hatte sie bis dahin 2,1 Millionen km zurückgelegt.

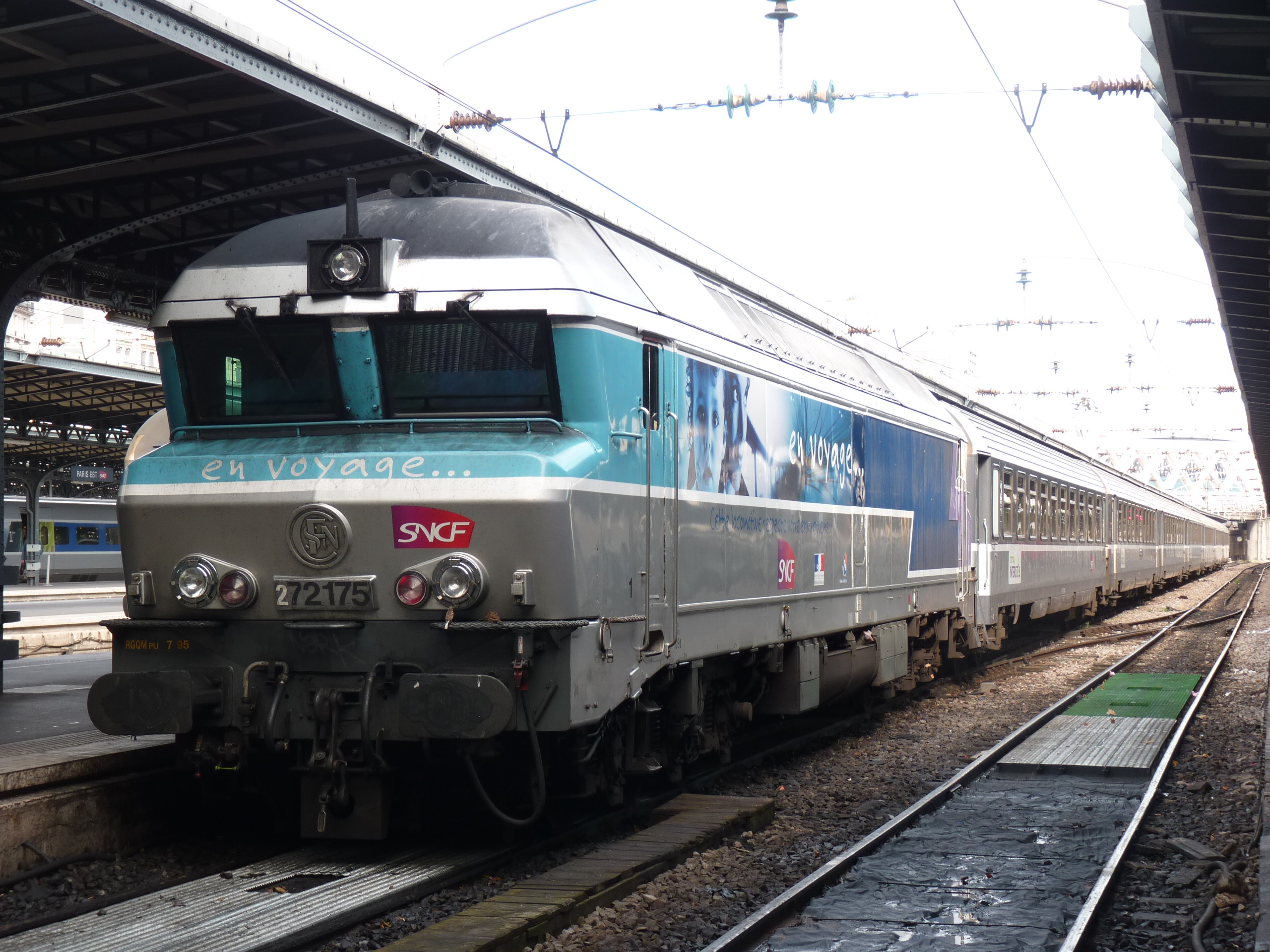
CC 72075 als CC 72175 im Bahnhof Paris-Est (2010)

Gemeinsam mit der CC 72044 wurde sie im Juni 1987 zum Erprobungsträger für den 16-Zylinder-Motor Pielstick 16 PA 4 V200 VGA, der bei der projektierten Baureihe BB 73000 mit Asynchron-Traktionsmotoren zum Einsatz kommen sollte. Die Leistung des Dieselmotors betrug zunächst 2355 kW, später wurde sie auf 2650 kW angehoben. In Chalindrey beheimatet zog sie 1992/93 den Arbalète zwischen Paris und der Schweiz. Nach Motorproblemen im Zeitraum 1994 bis 1997 wurde im Jahr 2000 erwogen, ihr den serienmäßigen AGO-Motor einzubauen, was jedoch zu viele Rückbauten erfordert hätte. Auch die mögliche Verwendung des gebrauchten Motors der CC 72044 erwies sich als nicht zielführend. Schließlich erhielt sie im April 2004 ein zweites Mal einen Pielstick 16 PA 4 V200 VGA, diesmal mit elektronischer Regelung und neuen Turbokompressoren. Mit der neuen Betriebsnummer CC 72175 war sie bis zu ihrer Abstellung im Dezember 2012 im Einsatz.

## TGV-Einsatz
Nachdem am 23. Januar 1989 erstmals ein Zug des TGV Atlantique vom Bahnhof Paris-Montparnasse nach Nantes verkehrte, kam auch in der Küstenstadt Les Sables-d’Olonne der Wunsch nach einer entsprechend hochwertigen Verbindung für die Sommergäste aus Paris auf. Der nächste elektrifizierte Bahnhof lag jedoch in La Roche-sur-Yon, 36 km von Les Sables-d’Olonne entfernt. Eine Elektrifizierung der von dort kommenden Bahnstrecke kam aus Kostengründen nicht infrage, zumal der Reiseverkehr weitgehend auf die Zeit der Sommerferien konzentriert war. Daher wurde der Gedanke entwickelt, auf diesem Endabschnitt die TGV von Diesellokomotiven ziehen zu lassen.
Eine einzelne Lok der Baureihe BB 67400 hätte den Zug über die hügelige Strecke mit zahlreichen Rampen von bis zu 10 ‰ durchaus befördern können. Für die Energieversorgung des TGV reicht ihre Leistung von 1525 kW aber nicht aus. Die Option, zwei solche Maschinen in 34,18 m langen Doppeltraktionen einzusetzen, scheiterte an den zu geringen Nutzlängen der Bahnsteiggleise im Endbahnhof. Daher griff man schließlich auf die CC 72000 zurück.
Bei den CC 72061, 72062 und 72064 wurden 1999 die Puffer entfernt und Scharfenbergkupplungen montiert. Letztere wurden für den Durchlass von 1500 V Gleichspannung modifiziert, zudem wurde zur Versorgung der TGV ein Knorr-Lufttrockner installiert. Die drei Maschinen erhielten die neuen Nummern 72101 bis 72103. Unter dem Führerstand 2 wurde, unterhalb der Pufferbohle, in einem Kasten eine Notkupplung angebracht, um die Züge bei Bedarf mit einem klassischen Triebfahrzeug abschleppen zu können.
Die acht TGV-Garnituren 372 bis 379 erhielten für diese Einsätze entsprechend angepasste Kupplungen. In Les Sables-d’Olonne wurde das Gleis am Hausbahnsteig mit einer provisorischen Oberleitung versehen, damit sich der TGV während des Aufenthalts selbst mit Strom versorgen konnte. Der erste von einer CC 72000 gezogene TGV erreichte den Ort im kommerziellen Verkehr am 28. Mai 2000. Täglich waren zwei derartige Zugpaare zwischen dort und dem 112 km entfernten Nantes unterwegs, an Wochenenden und in Zeiten starker Nachfrage auch mehr. Als Schwachpunkt erwies sich die 1500-V-Verbindung der Scharfenbergkupplung, was zum Ausfall der Klimaanlage und der Verriegelung der Einstiegstüren der TGV führen konnte. Wiederholt musste daher aus Sicherheitsgründen ein Ersatzverkehr angeboten werden.
Diese Art des Betriebs erwies sich als stark defizitär, weshalb sein Ende bereits für Dezember 2003 angedacht war. Tatsächlich verkehrte der letzte dieser Züge aber erst zwölf Monate später. Danach wurden die drei Maschinen wieder zurückgebaut und -nummeriert. Sie gehörten zu den letzten im Streckendienst eingesetzten CC 72000. Die 72064 befindet sich seit 2010 bei der Association Rhône-alpine de Conservation d'Engins Thermiques (ARCET).

## Sonstiges

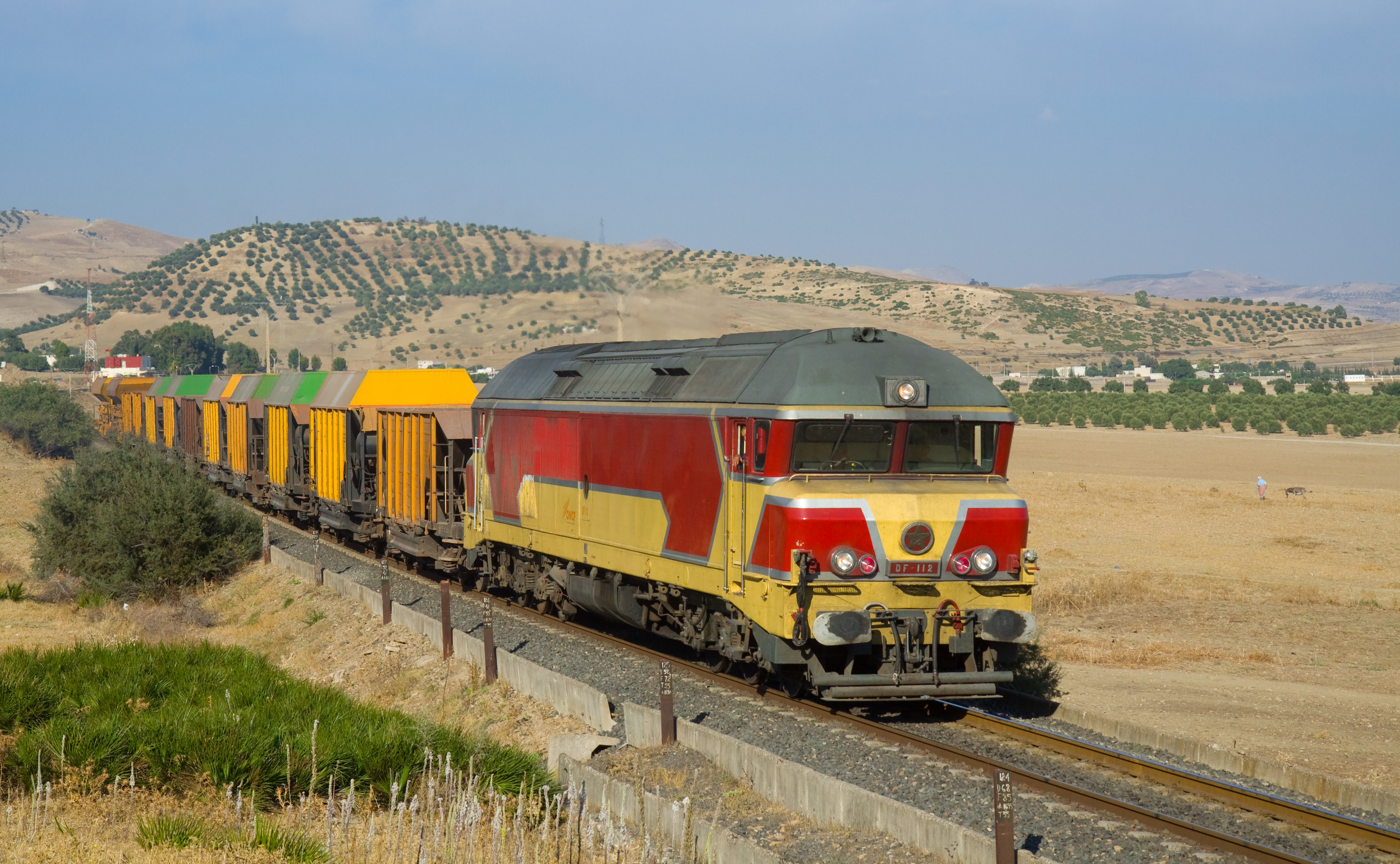
Marokkanische DF 112 vor einem Güterzug

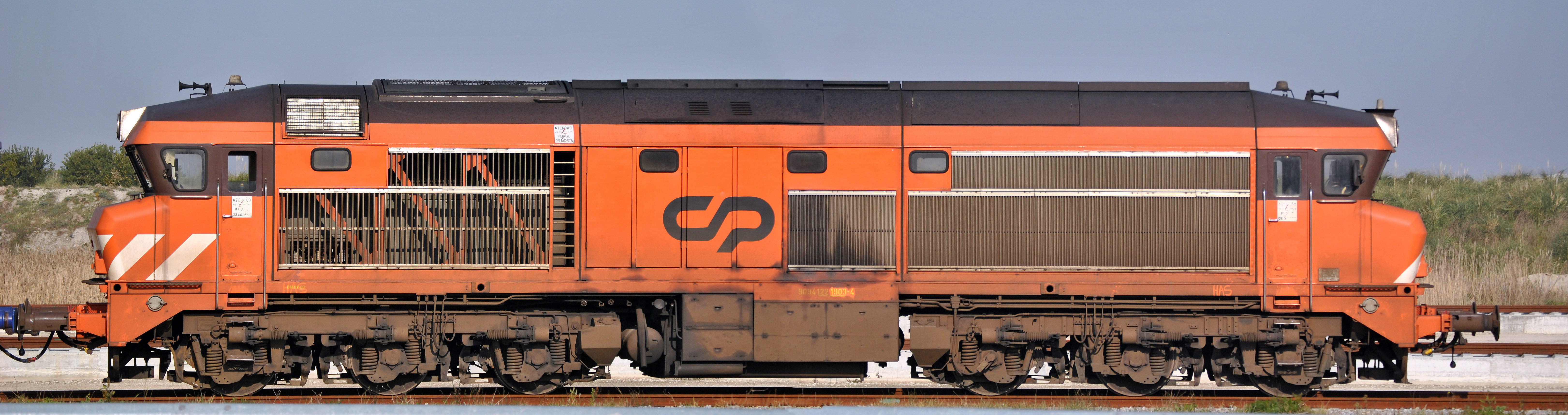
Portugiesische Güterzuglok 1903 der Baureihe 1900 (2011)

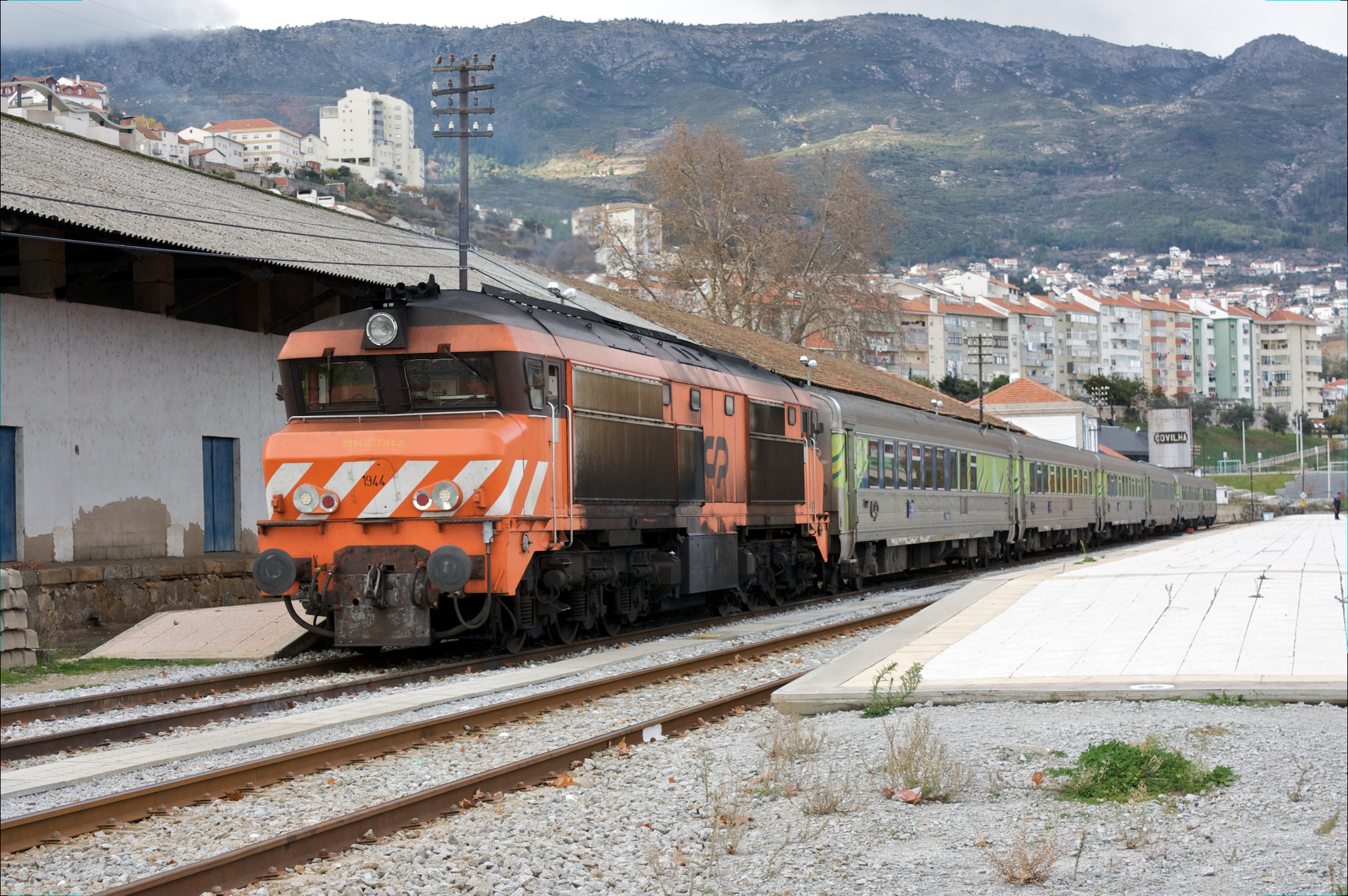
CP-Lok 1944 (Baureihe 1930) vor einem Reisezug in Covilhã

- Im Sommer 1972 verkehrten CC 72000 über die Ligne des Alpes von Lyon über Grenoble und Veynes nach Marseille. Im engen, gewundenen Grand-Brion–Tunnel neigten die Dieselmotoren dazu, an den eigenen Abgasen zu „ersticken“.
- Die Lokomotive 72006 erhielt als einzige der Baureihe die abweichende Farbgebung Isabelle, später wurde sie in die Fret-Farben umlackiert.
- Die CC 72029 steht im Eisenbahnmuseum Cité du Train in Mulhouse.
- Die CC 72084 hat ihre ursprüngliche Farbgebung zurückerhalten. Sie befand sich bis Ende 2012 im Ausbesserungswerk Technicentre Auvergne-Nivernais.
- Die von Alsthom 1968 in 14 Exemplaren nach Marokko gelieferte Baureihe DF 100 (DF 101 bis 114) unterscheidet sich nur geringfügig von der CC 72000.[11]
- 1981 lieferte Sorefame als Lizenzbauten 13 ähnliche Maschinen für den schweren Güterverkehr der staatlichen Eisenbahngesellschaft Comboios de Portugal (CP), die als Baureihe 1900 die Betriebsnummern 1901 bis 1913 erhielten. Deren  Schwesterbaureihe 1930, von der bei Sorefame zeitgleich die Lokomotiven 1931 bis 1947 entstanden, war für den Einsatz vor Reisezügen konzipiert. Ihre Höchstgeschwindigkeit betrug 120 km/h gegenüber 100 km/h bei der Baureihe 1900.[12] Die Drehgestelle der portugiesischen Reihen 1900 und 1930 sind länger und haben einen Fahrmotor pro Achse, im Unterschied zu den einmotorigen Drehgestellen der CC 72000.